# Paolo Iodice
Paolo Iodice (fl. XX secolo) è stato un allenatore di calcio italiano.

## Carriera
Nella stagione 1938-1939 lavorò come preparatore atletico per il Napoli, ed a partire dalla 15ª giornata di quello stesso campionato di Serie A sostituì in panchina Eugen Payer, chiudendo il torneo con un 7º posto in classifica.